# Селце при Моравчах
Селце при Моравчах (словен. Selce pri Moravčah) је насељено место у општини Моравче, Средњесловенска регија, Словенија.

## Историја
До територијалне реорганизације у Словенији биле су у саставу старе општине Домжале.

## Становништво
У попису становништва из 2011. године, Селце при Моравчах су имале 30 становника.
| Број становника према пописима | Број становника према пописима | Број становника према пописима |
| ------------------------------ | ------------------------------ | ------------------------------ |
| 1991                           | 2002                           | 2011                           |
| 19                             | 33                             | 30                             |

Напомена: До 1955. исказивано под именом Селце.